# Sapajus libidinosus
Sapajus libidinosus — вид приматів родини капуцинових (Cebidae).

## Поширення
Ендемік Бразилії. Поширений від кордону з Болівією до атлантичного узбережжя. Мешкає в каатинзі, серрадо і пантаналі.

## Опис
Мавпа середньої величини зі стрункими кінцівками і довгим хвостом. Тіло завдовжки 34-44 см, хвіст — 45-56 см. Вага самців 2,7-3,8 кг, самиць — 2-2,8 кг. Його шерсть переважно жовтувато-коричневого забарвлення, на спині є темна смуга. Руки, ноги і хвіст також забарвлені в темний колір. Верхня частина голови темно-коричнева, тут волосся утворює два чуби.

## Спосіб життя
Мешкає у сухому відкритому лісі, чагарникових заростях каатинги, в галерейних лісах та сухих лісах серрадо (чагарникова савана). Всеїдний вид. Живиться найрізноманітнішими плодами, насінням, квітами, листям, членистоногими, жабами, пташенятами та дрібними ссавцями. Живе у групах від 6 до 20 тварин, при цьому кількість самиць перевищує кількість самців. Обидві статі дотримуються лінійної ієрархії. Групою керує самець.